# Dracaena aurea
Dracaena aurea là một loài thực vật có hoa trong họ Măng tây. Loài này được H.Mann mô tả khoa học đầu tiên năm 1867.

## Hình ảnh

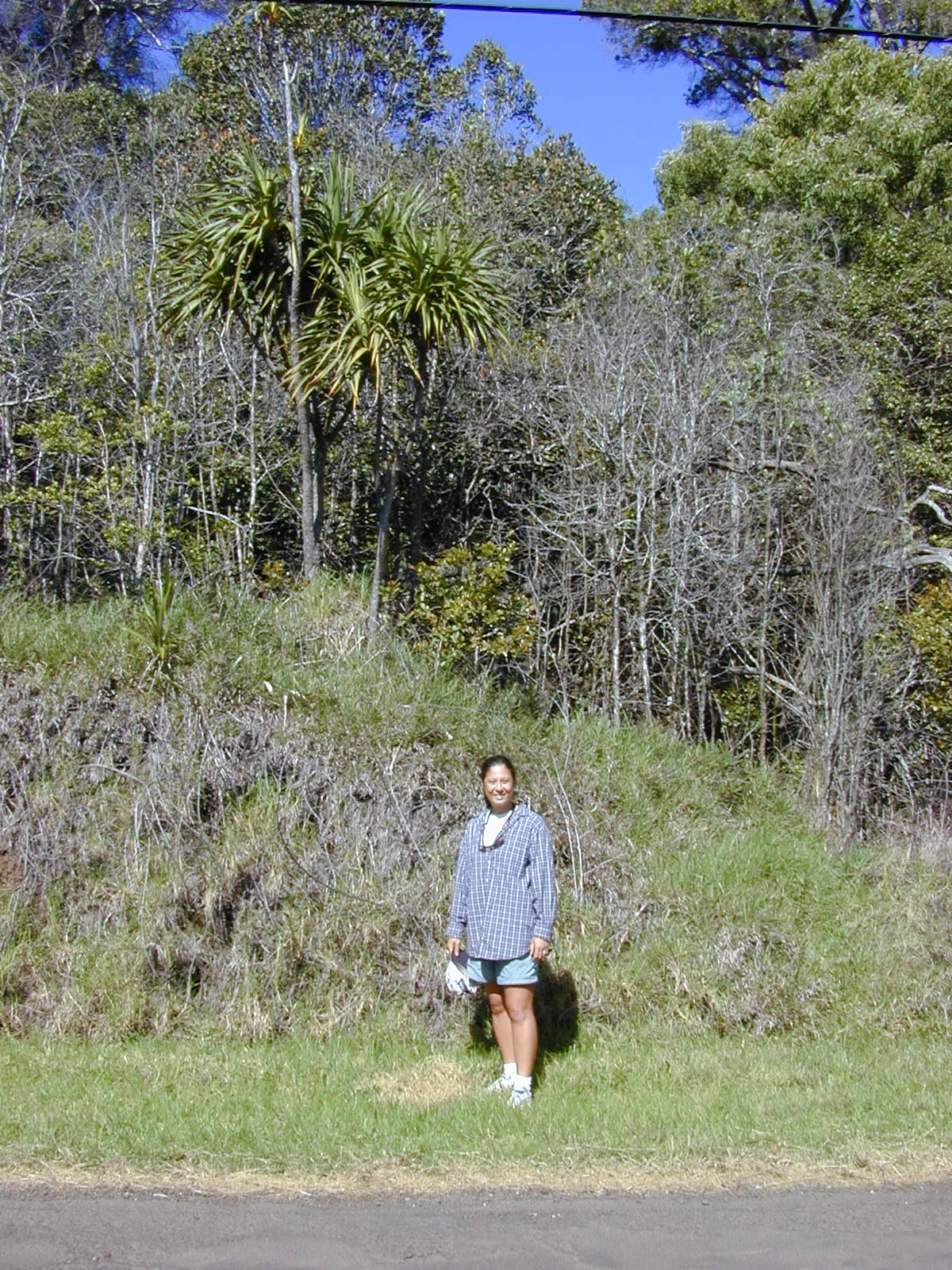